# Швидкість світла (фільм)
«Швидкість світла» — фантастичний фільм 2006 року.

## Зміст
Секретний агент світового уряду, Даніель Леґіт, опиняється у реанімації після зіткнення з генетично-модифікованим терористом на прізвисько Пітон. Через неполадки з медичним обладнанням Даніель зазнає радіоактивного опромінення і з подивом відкриває у собі здатність рухатися на надзвукових швидкостях. Та добра без зла не буває…